# Libeř
Obec Libeř (německy Libersch) se nachází ve Středočeském kraji v okrese Praha-západ 18 km jižně od Prahy a 4 km severně od Jílového u Prahy. Žije zde přibližně 1 600 obyvatel.

## Části obce
Libeř se skládá ze dvou přibližně stejně velkých částí na dvou katastrálních územích.
- Libeř (i název k. ú.)
- Libeň – 2 km severozápadně od Libeře (k. ú. Libeň u Libeře)

## Historie
Ačkoli se zdejší souvislé osídlení předpokládá od 11.–12. století, první písemná zpráva pochází až z roku 1320, kdy se připomíná Jan, syn Štěpána z Libeře (Johannes, filius Stephani de Lubers). Nevelkou ves rozloženou na březích Zahořanského potoka mělo ve středověku rozděleno více majitelů – s tím souvisí i existence dvou tvrzí, dodnes nedochovaných. Ves od středověku vlastnily převážně drobné rytířské rody (Kolmanové z Křikavy, Mladotové ze Solopysk, Slepotičtí ze Sulic, až se kvůli dluhům dostala v roce 1586 do rukou Viléma z Rožmberka, jež ji následně prodal Edwardu Kelleymu. Jeho zkonfiskované statky obdržel český místokancléř Kryštof Želinský ze Sebuzína a Libeř se stala součástí panství Dolní Břežany, které následně roku 1716 získalo pražské arcibiskupství.

### Územněsprávní začlenění
Dějiny územněsprávního začleňování zahrnují období od roku 1850 do současnosti. V chronologickém přehledu je uvedena územně administrativní příslušnost obce (osady) v roce, kdy ke změně došlo:
- 1850 země česká, kraj Praha, politický okres Jílové, soudní okres Jílové[4]
- 1850 země česká, kraj Praha, politický okres Jílové, soudní okres Jílové
- 1855 země česká, kraj Praha, soudní okres Jílové
- 1868 země česká, politický okres Karlín, soudní okres Jílové
- 1884 země česká, politický okres Královské Vinohrady, soudní okres Jílové[5]
- 1921 země česká, politický okres Královské Vinohrady expozitura Jílové, soudní okres Jílové[6]
- 1925 země česká, politický i soudní okres Jílové[7]
- 1939 země česká, Oberlandrat Praha, politický i soudní okres Jílové[8]
- 1942 země česká, Oberlandrat Praha, politický okres Praha-venkov-jih, soudní okres Jílové[9]
- 1945 země česká, správní i soudní okres Jílové[10]
- 1949 Pražský kraj, okres Praha-východ[11]
- 1960 Středočeský kraj, okres Praha-západ
- 2003 Středočeský kraj, obec s rozšířenou působností Černošice

### Rok 1932
V obci Libeř (275 obyvatel) byly v roce 1932 evidovány tyto živnosti a obchody: 3 hostince, kovář, krejčí, 2 mlýny, pilníkář, řezník, 2 obchody se smíšeným zbožím, trafika, truhlář.
V obci Libeň (279 obyvatel, samostatná obec se později stala součástí Libeře) byly v roce 1932 evidovány tyto živnosti a obchody: 3 hostince, kovář, 2 krejčí, obuvník, 2 obchody se smíšeným zbožím, 2 trafiky, arcibiskupský velkostatek.

## Pamětihodnosti

### Kostel sv.Jiljí
Gotický kostel sv. Jiljí ze 14. století leží na jižním okraji obce. Jeho zvláštností je umístění věže mezi loď a presbytář, v čemž je podobný kostelu v Jílovém. Na pozdně renesanční dřevěné kazatelně jsou vyobrazeny postavy evangelistů, tři oltáře pochází z baroka. Ve věži bývaly dva zvony, oba patrně z 15. století. Při renovaci kostelní dlažby byl roku 1890 nalezen náhrobní kámen Viléma Křineckého z Ronova. Kostel nedotčený slohovými přestavbami obklopuje malý hřbitov, na který se kdysi pochovávalo i ze vzdálenějších vesnic (Petrov, Luka pod Medníkem, Okrouhlo, Zahořany atd.).

### Kamenný most
Most přes Zahořanský potok pochází z roku 1855. Vznikl současně se stavbou nové cesty spojující Libeř s Jílovým. Most ochraňuje plastika sv. Jana Nepomuckého. Původní socha z doby vzniku mostu byla během převratu roku 1948 zničena. Její kopii se podařilo zaplatit díky obecní sbírce v roce 2008. Na jařa a v létě 2013 proběhla kompletní rekonstrukce mostu a byl vedle něj postaven menší dřevěný most pro chodce a cyklisty.

### Tvrze
Panská sídla se v pramenech objevují ve 40. letech 16. století – jedna tvrz již jako pustá. Roku 1597 se uvádí „tvrz v Libeři a tvrziště staré v Libeři“. Starší ze staveb se podle všeho nalézala na tehdejším severním okraji obce, v místě dnešních domů čp. 20, 23 a 31. V místech, kde se říká „Na Valech“. Druhá tvrz zatím nebyla archeologicky lokalizována.
K tvrzím patřily rovněž poplužní dvory. Bývalý mlýn (čp. 14) prokazatelně existoval již před rokem 1601, druhý mlýn – zvaný „Karel“ nebo „Pod Libeří“ – byl postaven až v roce 1743. Nad obcí při cestě na Dolní Břežany stával velký ovčín, ve kterém mohla vrchnost na konci 16. století chovat až 1000 kusů dobytka. Samozřejmostí byly krčmy (až tři najednou), dosud funguje hospoda „Na Staré“ čp. 13. Kovárnu se nachází v dnešním čp. 10.

## Doprava

### Dopravní síť
Pozemní komunikace – Do obce vedou krajské silnice III. třídy. Obcí Libeř procházejí silnice č. 00315 Dolní Břežany – Libeř – Radlík – Sulice – Mandava a 1051 Libeř – Psáry. Místní částí Libeň prochází silnice č. 10114 Okrouhlo – Libeň – Zlatníky – Hodkovice – Vestec.
Železnice – Železniční trať ani stanice na území obce nejsou.

### Veřejná doprava
Autobusová doprava – Základní dopravní obslužnost obce zajišťuje autobusová linka PID č. 341 v trase Praha-Modřany – Dolní Břežany – Hodkovice – Zlatníky – Libeň – Libeř – Jílové u Prahy. Linka navazuje v Dolních Břežanech na páteřní linku 333 ve směru Praha-Kačerov. Dále je v Hodkovicích možný přestup na linku 331 ve směru Vestec a Praha-Opatov a ve Zlatníkách na školní linku 762 ve směru Jesenice. Doplňkovou dopravní obslužnost obce zajišťuje ve špičkách pracovních dnů expresní linka 362 v trase Praha-Budějovická – Libeř – Jílové u Prahy.

## Skloňování jména
Internetová jazyková příručka Ústavu pro jazyk český uvádí pro jméno Libeř skloňování: ta Libeř, do Libeře, v Libeři;
Nicméně dle (příručkou uváděných) obecných pravidel odvozování vzoru pro ženská zeměpisná jména (zeměpisná jména ženská zakončená ve výslovnosti na souhlásku) není jasné, zda by se Libeř měla, či neměla skloňovat s vypouštěním tzv. posuvného -e- podle vzoru „píseň“, jako tomu je u jiných jmen končících samohláskou „e“ a souhláskou (Skuteč, Litovel, Cerekev, Choceň) tedy: ta Libeř, do Libře, v Libři.
Místní používají spíše skloňování s vypouštěním -e-.

## Okolní obce
Libeř sousedí
- na severu s Dolními Břežany a Zlatníky-Hodkovicemi
- na východě s Psáry
- na jihu s Pohořím, Jílovým u Prahy a Petrovem
- na západě s Okrouhlem, Zvolí a Ohrobcem.

## Další fotografie

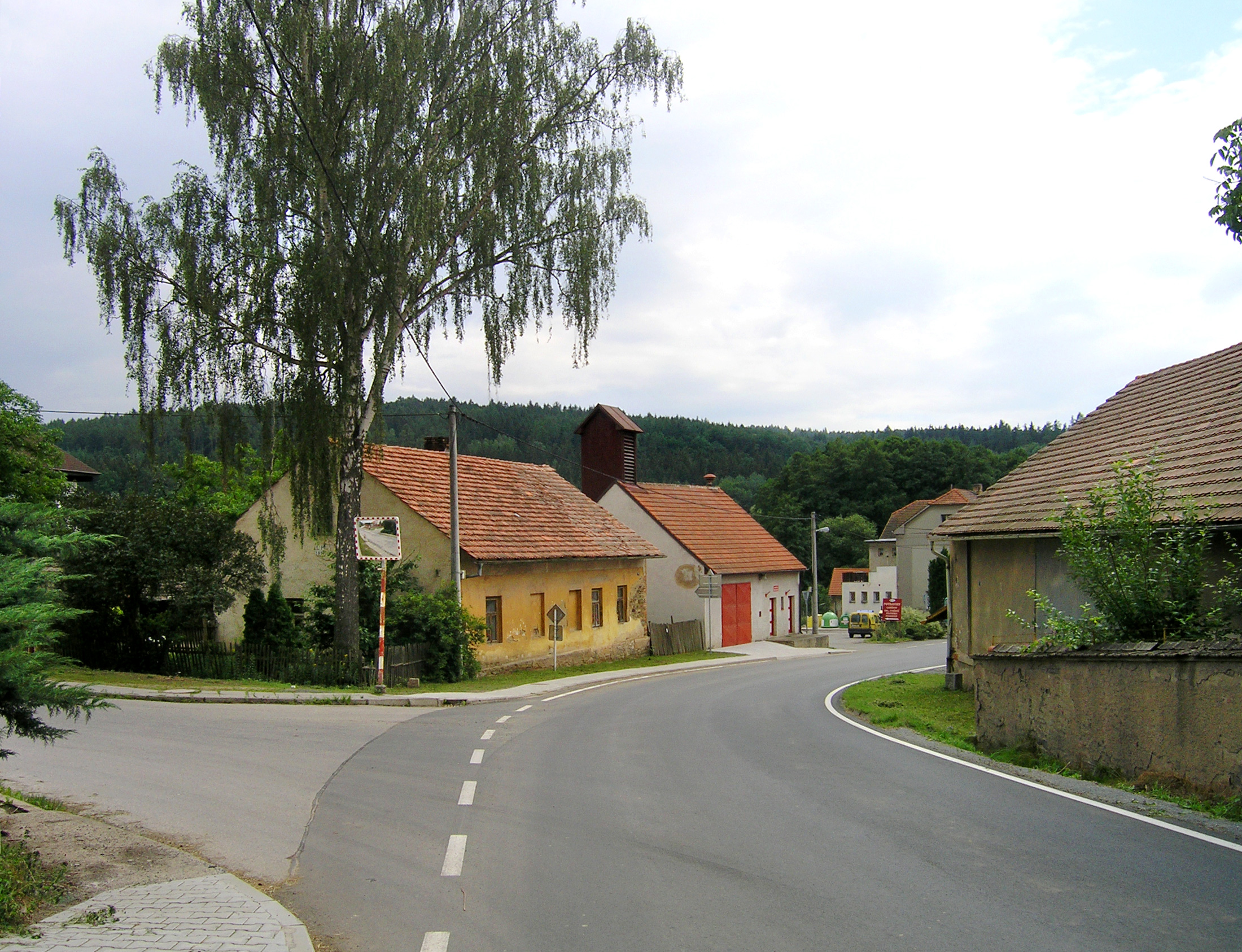
Centrum obce od severu
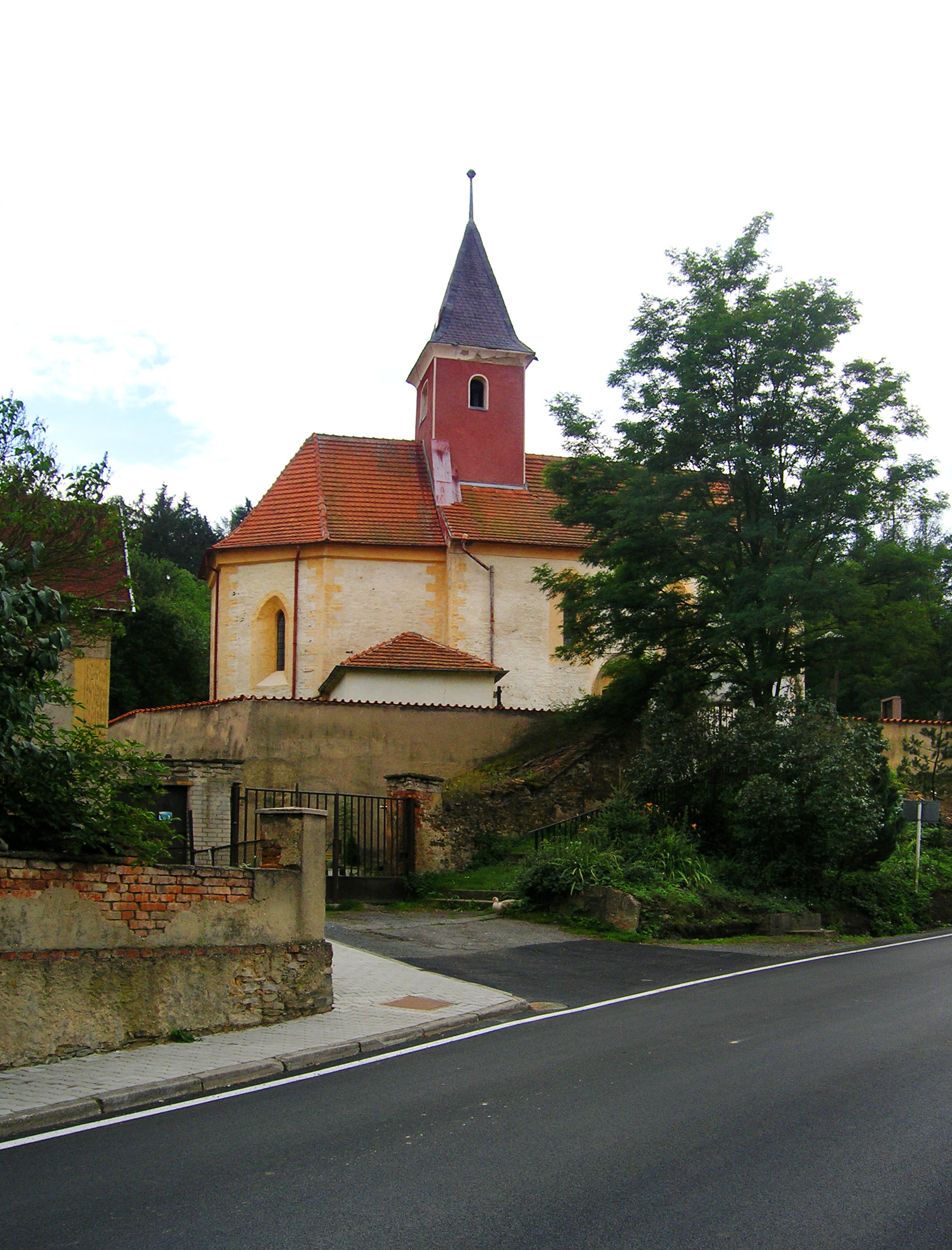
Kostel sv. Jiljí
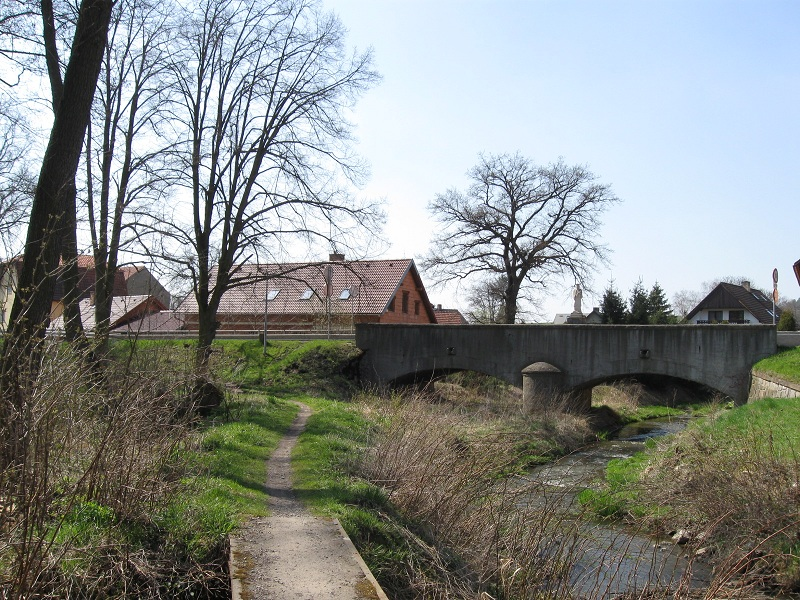
Most v Libeři přes Zahořanský potok
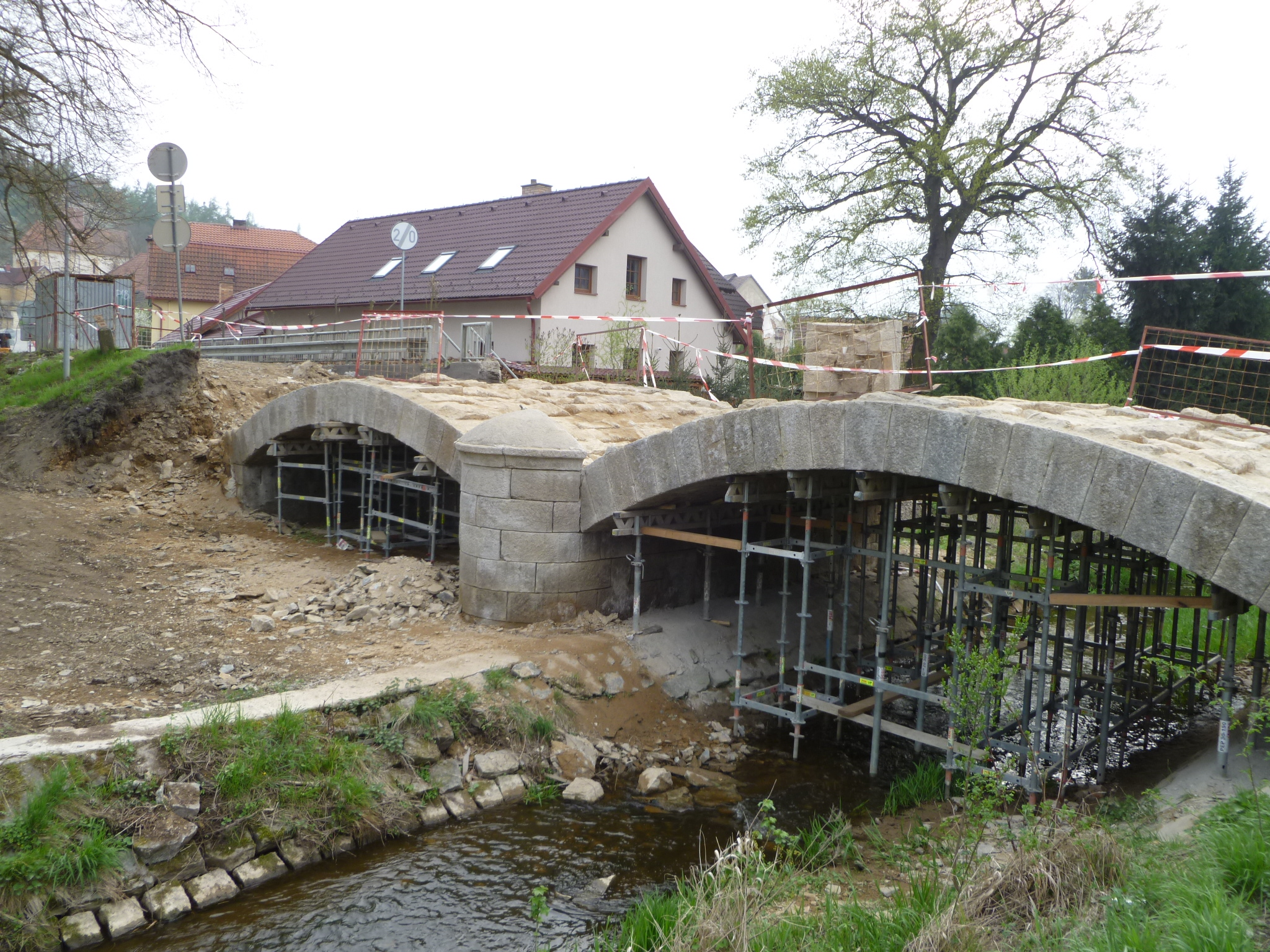
Oprava mostu v Libeři - jaro 2013
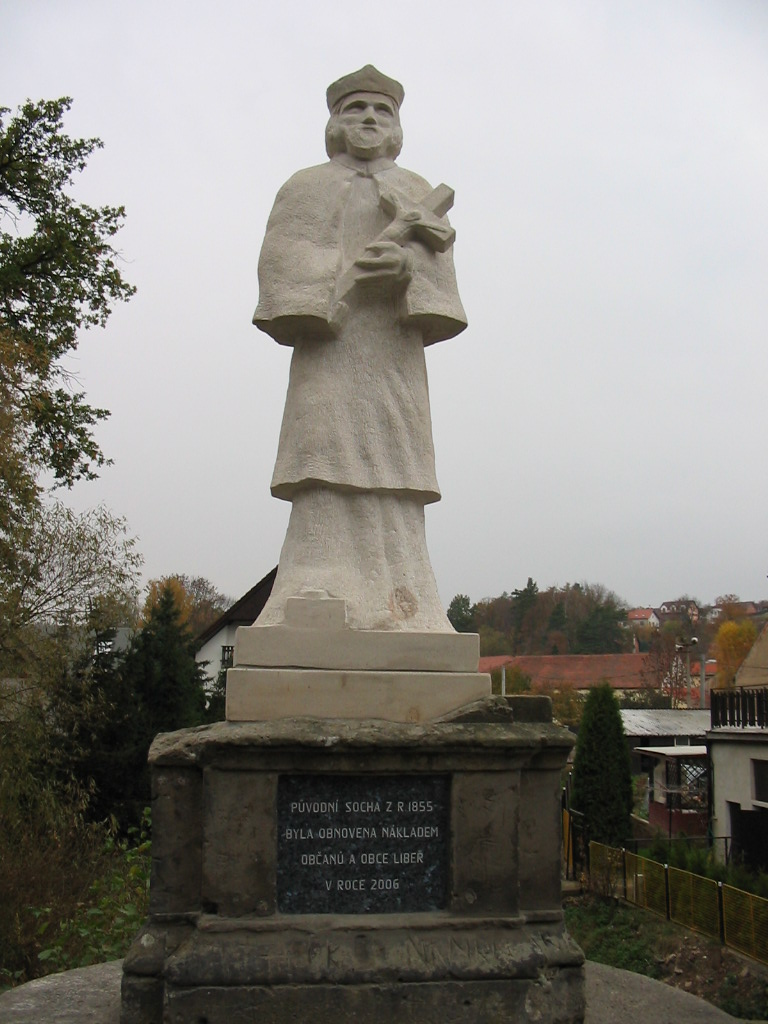
Obnovená socha sv. Jana Nepomuckého
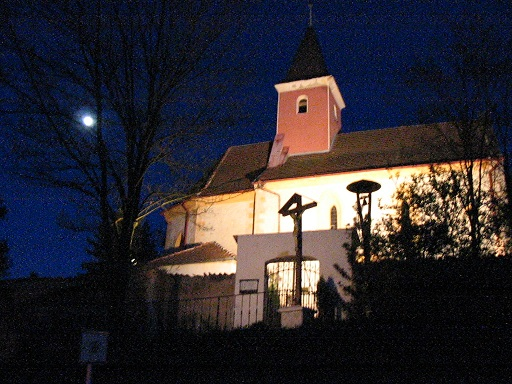
Libeř, kostel sv. Jiljí
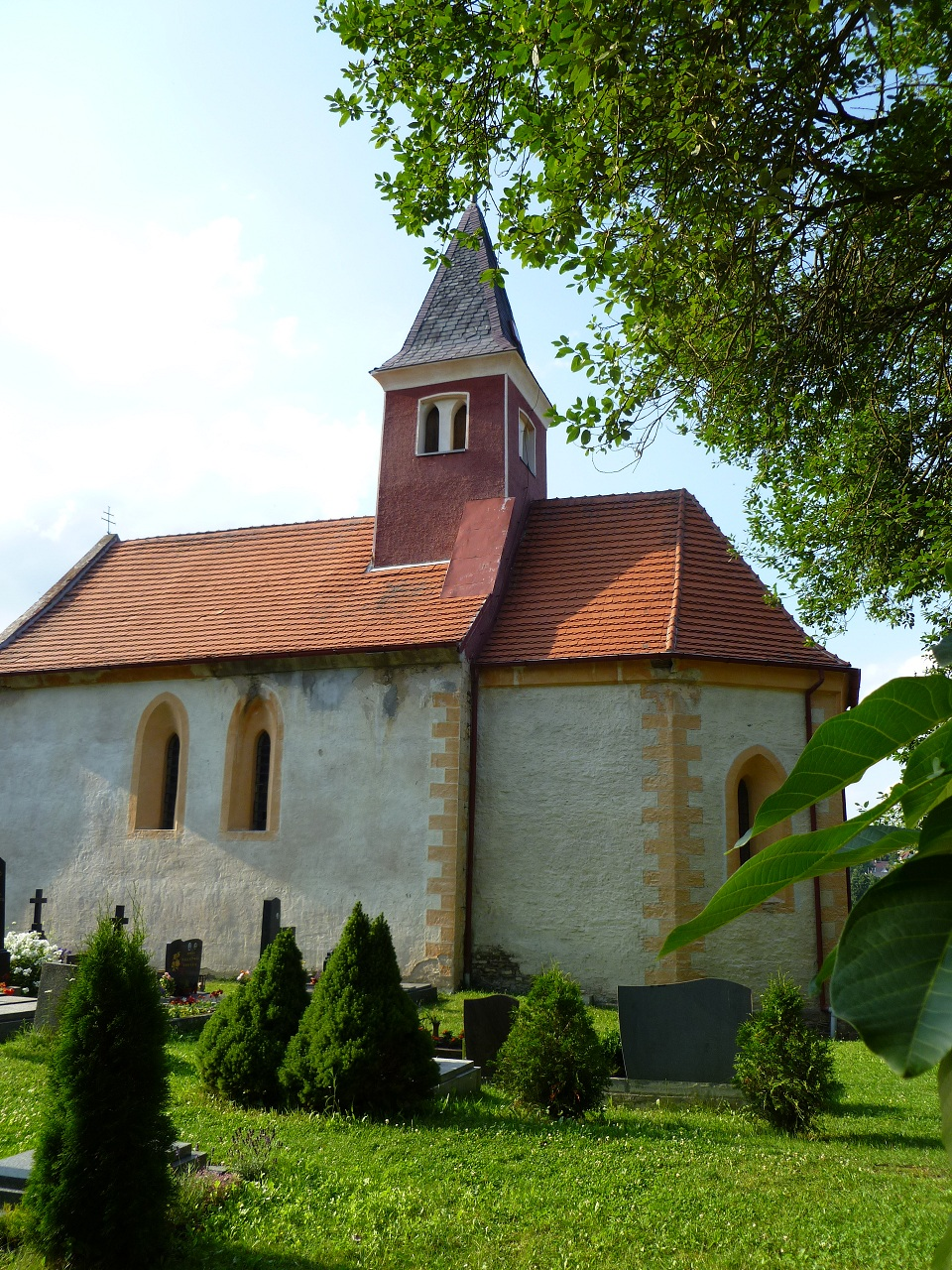
Libeř, kostel sv. Jiljí
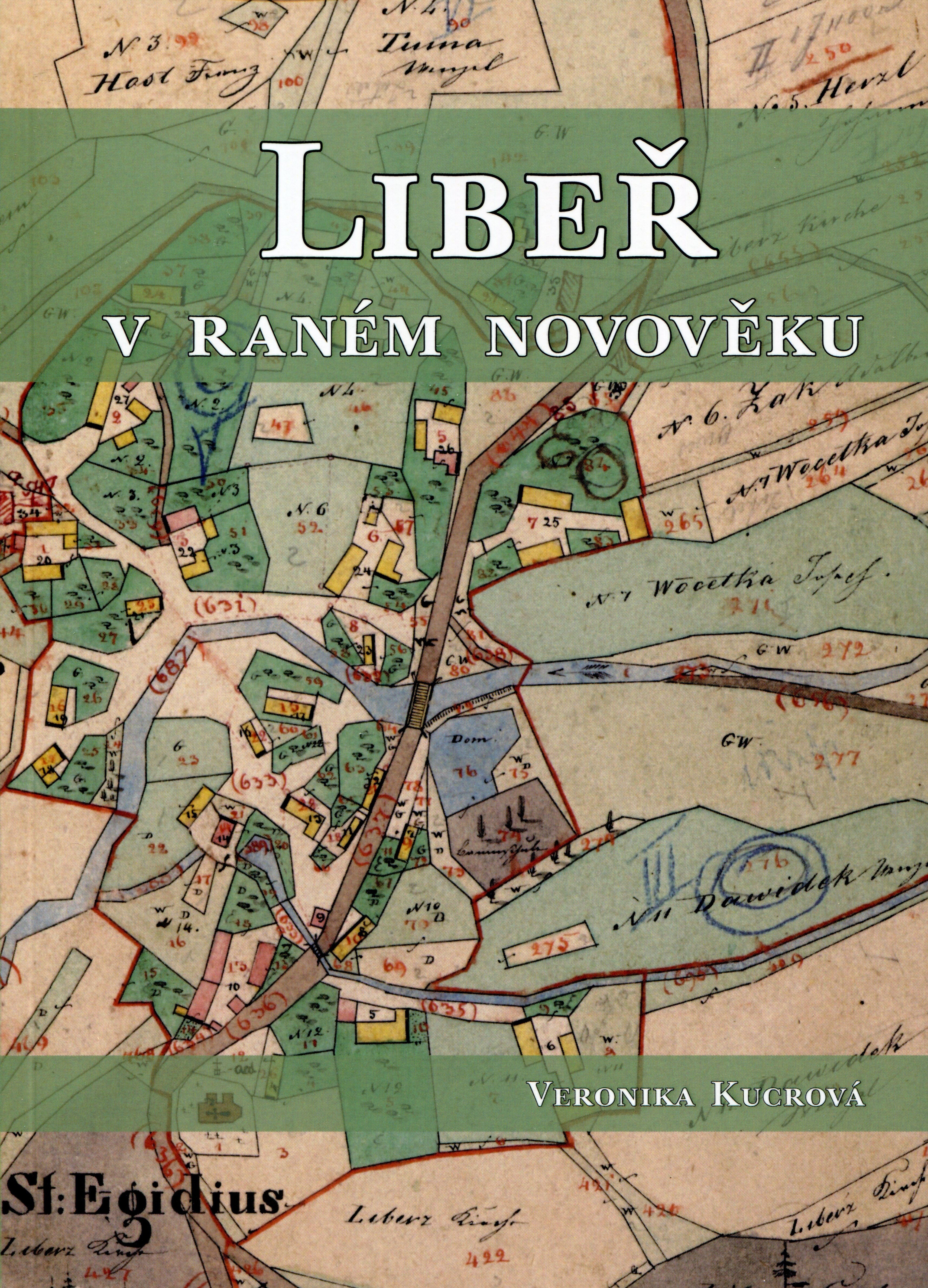
Obálka knihy Libeř v raném novověku z roku 2013.